# Пшечниця (Нижньосілезьке воєводство)
Пшечниця (пол. Przecznica, нім. Querbach) — село в Польщі, у гміні Мірськ Львувецького повіту Нижньосілезького воєводства.
Населення — 289 осіб (2011).

## Демографія
Демографічна структура станом на 31 березня 2011 року:
|          | Загалом | Допрацездатний вік | Працездатний вік | Постпрацездатний вік |
| -------- | ------- | ------------------ | ---------------- | -------------------- |
| Чоловіки | 142     | 33                 | 98               | 11                   |
| Жінки    | 147     | 37                 | 88               | 22                   |
| Разом    | 289     | 70                 | 186              | 33                   |